# Phyllanthus favieri
Phyllanthus favieri är en emblikaväxtart som beskrevs av Maurice Schmid. Phyllanthus favieri ingår i släktet Phyllanthus och familjen emblikaväxter.
Artens utbredningsområde är Nya Kaledonien.

## Underarter
Arten delas in i följande underarter:
- P. f. favieri
- P. f. kaalaensis